# Bruno Julie
Louis Richard Bruno Julie (Beau Bassin-Rose Hill, 11 luglio 1978) è un pugile mauriziano, vincitore della prima medaglia olimpica del suo paese.
Si è infatti aggiudicato il bronzo a Pechino 2008 nei pesi gallo. Nell'occasione, in semifinale è stato sconfitto dal cubano Yankiel León.
Nel suo palmarès anche un argento ai XVIII Giochi del Commonwealth, a Melbourne nel 2006 ed il bronzo ai IX Giochi Panafricani, ad Algeri nel 2007.